# Волкерс, Вим
Виллем Фредерик (Вим) Волкерс (нидерл. Willem Frederik "Wim" Volkers; 3 октября 1899, Амстердам — 4 января 1990, Амстердам) — нидерландский футболист и тренер. В бытность игроком выступал на позиции нападающего за амстердамский «Аякс». Провёл за клуб 263 матча и забил 126 голов. Дважды, в сезонах 1924/1925 и 1928/1929, становился лучшим бомбардиром команды. Трёхкратный чемпион Нидерландов в составе «Аякса». За национальную сборную Нидерландов провёл 7 матчей и забил 2 гола. С 1941 по 1942 год являлся главный тренером «Аякс», а с 1956 по 1958 год был президентом клуба.

## Биография
Вим Волкерс родился 3 октября 1899 года в городе Амстердам, в семье Паулуса Сейбранда Волкерса и Хендрики Адрианы Врейхувен. Первоначально Волкерс играл в футбол в амстердамском управлении футбола, а в 1923 году стал игроком амстердамского «Аякса». Дебютировал Волкерс в команде 16 сентября 1923 года в матче чемпионата против дордрехтского ДФК, завершившемся домашним поражением амстердамцев со счётом 1:3.
Вскоре, Вим получил вызов в национальную сборную Нидерландов. Дебют Волкерса состоялся 2 ноября 1924 года в товарищеском матче против Южной Африки, завершившемся победой голландцев со счётом 2:1. В дебютной игре Вим отметился голом на 9-й минуте, а второй мяч за голландцев забил одноклубник Волкерса, нападающий Ян де Натрис. В Чемпионате Нидерландов сезона 1924/1925 Волкерс забил 13 голов в 16 матчах, став лучшим бомбардиром своей команды, но его клуб не смог выиграть Западную лигу и выйти в плей-офф чемпионата. В 1925 году Вим сыграл ещё в трёх товарищеских играх за сборную, в которых отличился всего одним мячом, но затем Волкерс более семи лет не играл за сборную.
Всего, в составе «Аякса», в период с 1923 по 1936 год Вим сыграл в чемпионате 265 матчей и забил 129 голов.
В 1939 году Волкерс был назначен казначеем клуба, а в годы Второй мировой войны, вместе с Ари де Витом, являлся главным тренером «Аякса».
В ночь с 3 на 4 января 1990 года Волкерс скончался в возрасте 90 лет.

## Статистика

### Выступления за клубы
| Клуб             | Сезон            | Лига | Лига | Раунд плей-офф | Раунд плей-офф | Кубок | Кубок | Итого | Итого | Товарищеские матчи | Товарищеские матчи | Всего | Всего |
| Клуб             | Сезон            | Игры | Голы | Игры           | Голы           | Игры  | Голы  | Игры  | Голы  | Игры               | Голы               | Игры  | Голы  |
| ---------------- | ---------------- | ---- | ---- | -------------- | -------------- | ----- | ----- | ----- | ----- | ------------------ | ------------------ | ----- | ----- |
| Аякс             | 1923/24          | 18   | 7    | 0              | 0              | -     | -     | 18    | 7     | 13                 | 9                  | 31    | 16    |
| Аякс             | 1924/25          | 16   | 13   | 0              | 0              | 2     | 0     | 18    | 13    | 9                  | 3                  | 27    | 16    |
| Аякс             | 1925/26          | 15   | 8    | 0              | 0              | 0     | 0     | 15    | 8     | 2                  | 2                  | 17    | 10    |
| Аякс             | 1926/27          | 18   | 12   | 8              | 1              | 0     | 0     | 26    | 13    | 6                  | 1                  | 32    | 14    |
| Аякс             | 1927/28          | 17   | 8    | 6              | 1              | 0     | 0     | 23    | 9     | 1                  | 0                  | 24    | 9     |
| Аякс             | 1928/29          | 18   | 12   | 0              | 0              | -     | -     | 18    | 12    | 4                  | 1                  | 22    | 13    |
| Аякс             | 1929/30          | 18   | 6    | 7              | 2              | 0     | 0     | 25    | 8     | 4                  | 7                  | 29    | 15    |
| Аякс             | 1930/31          | 16   | 12   | 8              | 3              | -     | -     | 24    | 15    | 10                 | 9                  | 34    | 24    |
| Аякс             | 1931/32          | 17   | 13   | 6              | 3              | 0     | 0     | 23    | 16    | 4                  | 0                  | 27    | 16    |
| Аякс             | 1932/33          | 14   | 3    | 0              | 0              | -     | -     | 14    | 3     | 7                  | 2                  | 21    | 5     |
| Аякс             | 1933/34          | 18   | 9    | 10             | 4              | -     | -     | 28    | 13    | 9                  | 2                  | 37    | 15    |
| Аякс             | 1934/35          | 17   | 8    | 5              | 0              | 0     | 0     | 22    | 8     | 8                  | 5                  | 30    | 13    |
| Аякс             | 1935/36          | 10   | 1    | 1              | 0              | 0     | 0     | 11    | 1     | 3                  | 0                  | 14    | 1     |
| Всего за карьеру | Всего за карьеру | 212  | 112  | 51             | 14             | 2     | 0     | 265   | 126   | 80                 | 41                 | 345   | 167   |

Источник:
- Wim Volkers (нидерл.). Afc-ajax.info. Дата обращения: 7 ноября 2016. Архивировано 1 ноября 2016 года.

### Матчи Волкерса за сборную Нидерландов
| Матчи Волкерса за сборную Нидерландов | Матчи Волкерса за сборную Нидерландов | Матчи Волкерса за сборную Нидерландов | Матчи Волкерса за сборную Нидерландов | Матчи Волкерса за сборную Нидерландов | Матчи Волкерса за сборную Нидерландов |
| ------------------------------------- | ------------------------------------- | ------------------------------------- | ------------------------------------- | ------------------------------------- | ------------------------------------- |
| №                                     | Дата                                  | Соперник                              | Счёт                                  | Голы Волкерса                         | Соревнование                          |
| 1                                     | 2 ноября 1924                         | ЮАР                                   | 2:1                                   | 1                                     | Товарищеский матч                     |
| 2                                     | 15 марта 1925                         | Бельгия                               | 1:0                                   | —                                     | Кубок Ванден Абеле 1925               |
| 3                                     | 29 марта 1925                         | Германия                              | 2:1                                   | 1                                     | Товарищеский матч                     |
| 4                                     | 19 апреля 1925                        | Швейцария                             | 1:4                                   | —                                     | Товарищеский матч                     |
| 5                                     | 17 апреля 1932                        | Бельгия                               | 2:1                                   | —                                     | Товарищеский матч                     |
| 6                                     | 8 мая 1932                            | Ирландия                              | 0:2                                   | —                                     | Товарищеский матч                     |
| 7                                     | 29 мая 1932                           | Чехословакия                          | 1:2                                   | —                                     | Товарищеский матч                     |

Итого: 7 матчей / 2 гола; 4 победы, 0 ничьих, 3 поражения.